# NGC 1322
NGC 1322 é uma galáxia elíptica (E-S0) localizada na direcção da constelação de Eridanus. Possui uma declinação de -02° 55' 07" e uma ascensão recta de 3 horas, 24 minutos e 54,6 segundos.
A galáxia NGC 1322 foi descoberta em 5 de Outubro de 1836 por John Herschel.